# Century Center

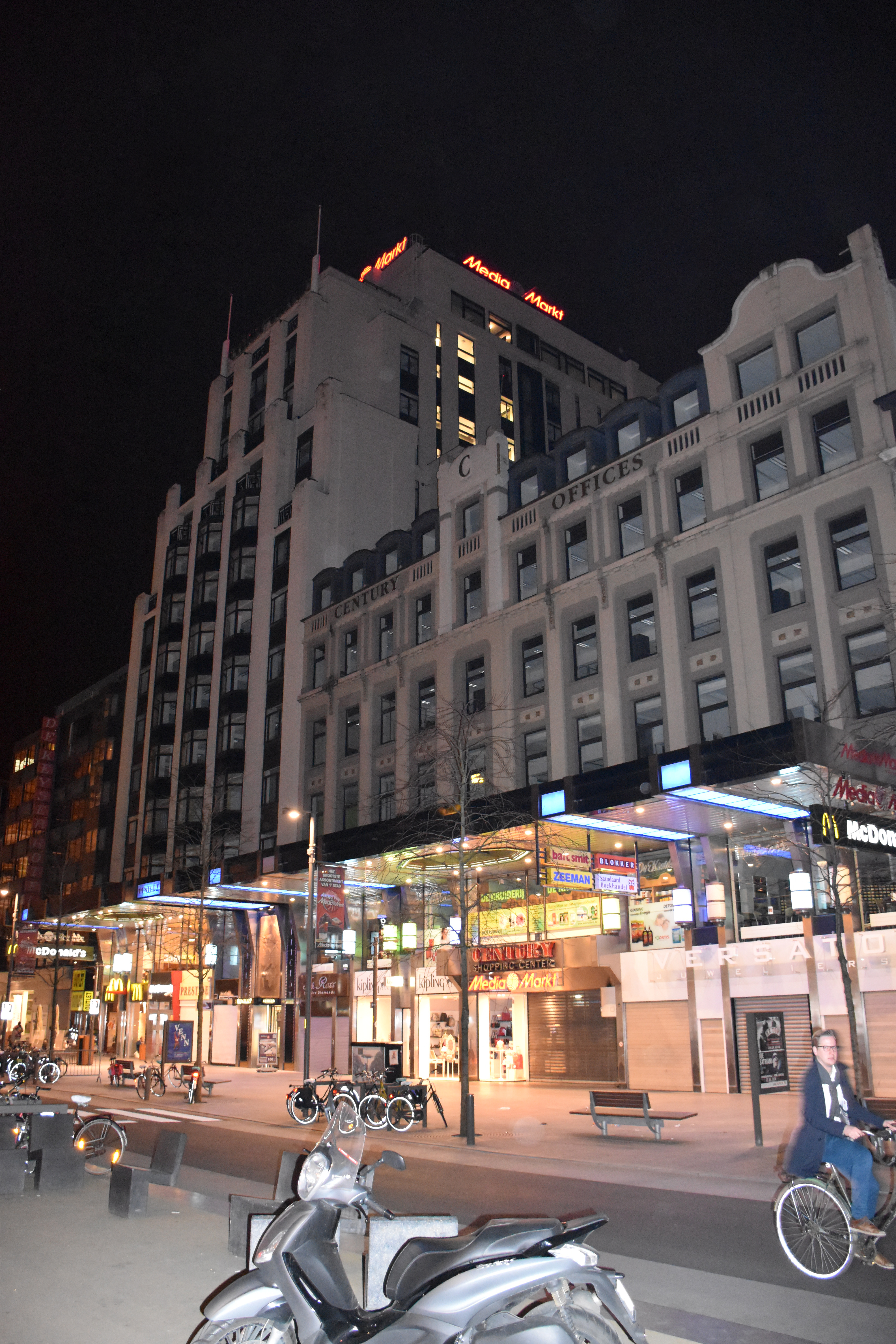
Het Century Center in Antwerpen

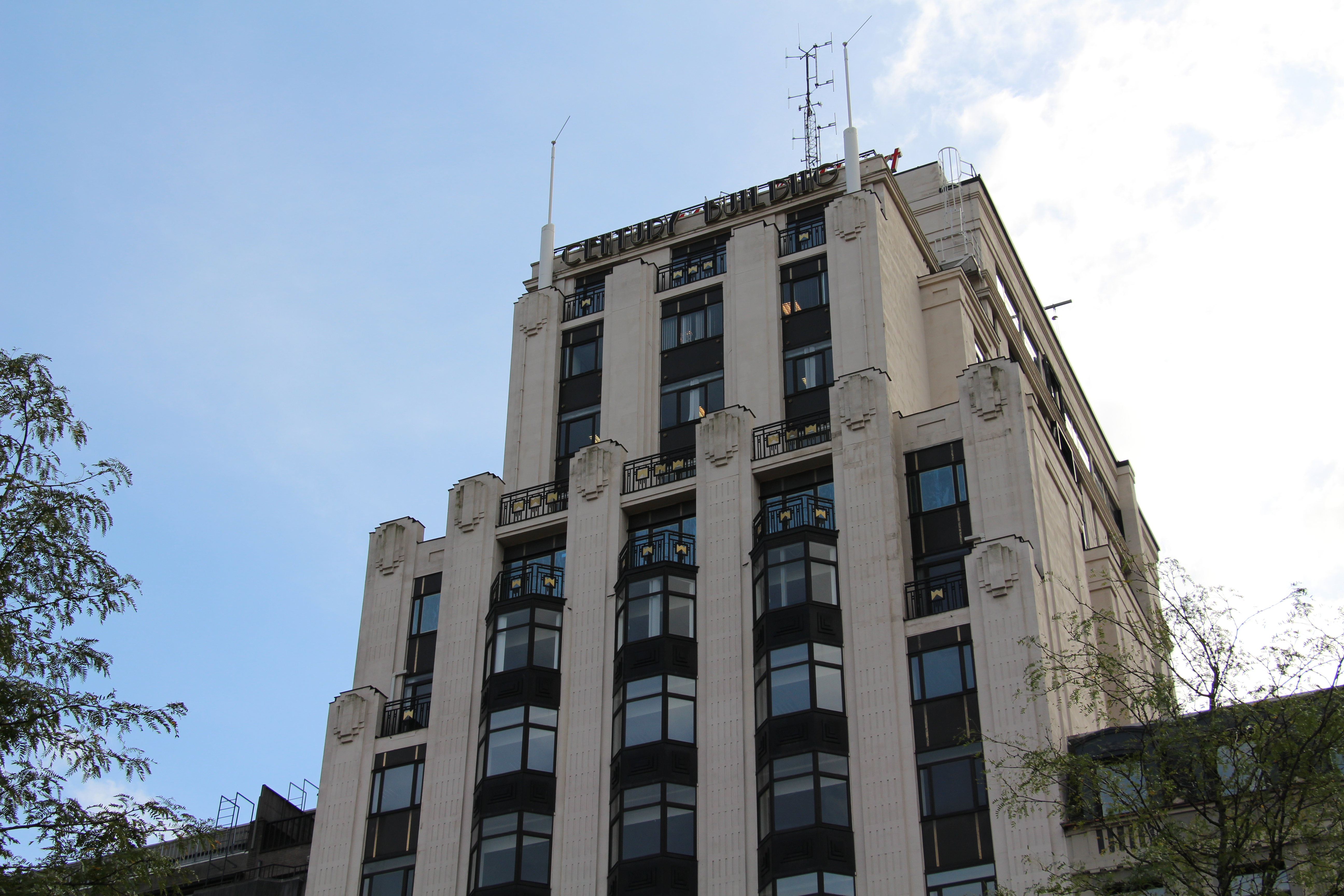
Art Deco details

Het Century Center is een overdekt winkelcentrum en kantorencomplex in het centrum van Antwerpen. Het is gelegen tussen de De Keyserlei aan de noordzijde, de Vestingstraat aan de zuidwestzijde en de Pelikaanstraat aan de oostzijde. De hoofdingang tot het complex is gelegen aan de De Keyserlei. Het complex heeft 12.239 m² aan winkelruimte en 12.048 m² aan kantoorruimte.

## Geschiedenis
In 1928 wilde het Grand Hotel Terminus in de Pelikaanstraat uitbreiden in het kader van de Wereldtentoonstelling die in 1930 in Antwerpen zou worden gehouden. Voor de uitbreiding moesten een aantal panden, waaronder de Grandes Galeries Belges, aan de De Keyserlei wijken. Het nieuwe hotel in Art Decostijl, met 600 kamers en 14 verdiepingen, was een ontwerp van de architecten J. Van Hoenacker, J. Van Beurden, V. Cols en J. De Roeck. De bouw van het nieuwe hotel startte in 1928, na het afgeven van de bouwvergunning en in 1930 werd het zeer luxueuze hotel geopend. Omdat België dat jaar een eeuw onafhankelijk was, besloten de investeerders om het hotel "Century" te noemen.

### Eigendom
In de jaren zestig en zeventig van de vorige eeuw ging het neerwaarts met de reputatie van de Keyserlei en het Century hotel. De exploitatiekosten waren dusdanig hoog dat de eigenaar het hotel wilde verkopen. In 1976 werd het gebouw verkocht. Het werd in 1979 getransformeerd tot winkelgalerij en kantorencomplex.
In 2010 raakte de toenmalige eigenaar, de Ier Donal O'Mahony, in financiële problemen, waardoor het complex in de verkoop kwam. Het complex dat naast winkel- en kantoorruimte ook nog een parkeergarage omvat met 351 parkeerplaatsen. Het Century Center werd in de eerste helft van 2013 gekocht door Quares (QRF).

### Herontwikkeling
In 2019 kondigden de eigenaren van het complex, QRF en Baltisse, aan het Century Center te willen herontwikkelen. Hiertoe werd het eigendom van de beide partijen ondergebracht in een nieuw op te richten joint venture. QRF was op dat moment eigenaar van 30 winkels en parkeergarage, het overige deel van het complex was van Baltisse. In de nieuw opgerichte joint venture heeft QRF een aandeel van 30 %. Daarnaast kreeg QRF 7,6 miljoen euro voor haar inbreng. Het deel dat door QRF werd ingebracht werd in 2019 gewaardeerd op 26,8 miljoen euro.
Het complex, dat volledig wordt gerenoveerd, zal in drie delen worden gescheiden. Aan de De Keyserlei blijft een winkelcentrum met daarboven kantoren. Aan de Vestingstraat en de Pelikaanstraat komen kantoren. De renovatie moet in 2023 gereed zijn.